# Aforo (química)

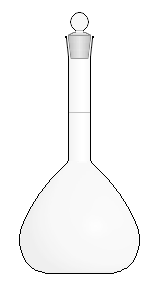
Matraz aforado.

Aforo, como acción y efecto de aforar, viene definido en el diccionario de la RAE, entre otras acepciones, como Medir la cantidad de agua que lleva una corriente en la unidad de tiempo.
En química, un aforo es una marca circular grabada con precisión sobre el vidrio (o material que corresponda) del material volumétrico para indicar que ese es el volumen determinado. Además, en el caso del material de doble aforo, poseen una marca adicional; en este caso el volumen determinado es el comprendido entre ambos aforos.
Para llevar el líquido al volumen indicado por el aforo, es necesario saber cómo enrasar.

## Aforación de tanques
Consiste en la medición, por medio de herramientas determinadas, de la cantidad de crudo presente en un tanque de almacenamiento petrolero, siendo tal cálculo realizado a partir de la altura, normalmente medida en pies, a la cual se sitúa el líquido respecto a la altura total de tanque, y la capacidad nominal de dicho tanque. La exactitud en la determinación de las dimensiones de un tanque es un factor muy importante para la determinación del volumen del líquido, es por ello que organismos externos, por medio de cintas de aforo y acceso a tablas termodinámicas de capacidad, entre otros, y datos precisos de cada tanque de almacenamiento, son capaces de llevar a cabo la fiscalización del contenido de éste.
Por otro lado, las diferencias en la tabla de capacidad originan errores en la contabilización de los contenidos del tanque, y por tanto, que las transacciones comerciales estén sujetas a litigios y discusiones. Los problemas que se contemplan a causa de estos errores son ciertamente complejos, dado que no hay desenlace sin pérdidas de una de las partes involucradas. Puesto que resulta tan importante el método de medición y el grado de exactitud empleados al determinar la cantidad de petróleo contenido en el tanque, estas mediciones deben ser  presenciadas por todas las partes interesadas en determinar las existencias de crudo.